# Rathaus Bocholt

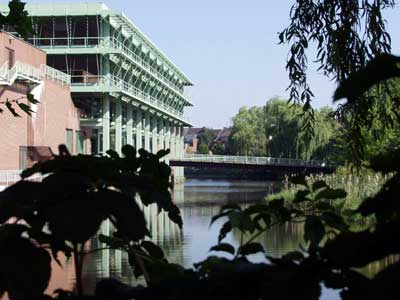
Das Neue Rathaus von Bocholt

Das Neue Rathaus der Stadt Bocholt wurde vom Architekten Gottfried Böhm, Träger des Pritzker-Preises, entworfen. Das denkmalgeschützte Gebäude beherbergt neben der Verwaltung auch den städtischen Ratssaal, Sitzungssäle der kommunalen Fraktionen und das Stadttheater mit ca. 700 Sitzplätzen.
Seit 1997 befindet sich in einem Zwischengeschoss ein Bürgerbüro, außerdem ist eine Nebenstelle des Kreises Borken im Rathaus untergebracht. Während der Komplettsanierung und -renovierung des Rathauses ab Februar 2020 wurden die Ämter in anderen Gebäuden im Stadtgebiet untergebracht.
Das historische Rathaus der Stadt Bocholt befindet sich am Marktplatz.

## Lage und Umgebung
Das Rathaus liegt auf einer künstlichen Insel in der Bocholter Aa am Rande des Stadtkerns. Davor liegt der Berliner Platz, der als Parkplatz und für Großveranstaltungen wie die Bocholter Kirmes genutzt wird. Die Adresse ist Berliner Platz 1, 46395 Bocholt.

## Architektur
Das Gebäude wird von der Bocholter Aa umflossen, so dass es fast wie ein Schiff wirkt. Zwei kleine Brücken führen zum Rathaus, daneben gibt es noch zwei befahrbare Anlieferbereiche an den Schmalseiten, u. a. für das Bühnenhaus des Theaters. Unmittelbar neben dem Rathaus überquert die sogenannte Seufzerbrücke die Aa.
Das Gebäude ist als offenes Bürgerhaus konzipiert. Über die Brücken betritt man das zentrale Foyer, das oft für kleinere Ausstellungen genutzt wird. Es ist mit seiner differenzierten Innengestaltung und in der Materialwahl ein typisches Gebäude der 70er Jahre. Von hier aus gelangt man direkt zum Ratsaal und zum Theater. Auf der Rückseite befindet sich die Kantine der Stadtverwaltung, die offen im Großraum des Foyers platziert ist. Über Treppen und Aufzüge gelangt man in die oberen Etagen, wo die Verwaltung untergebracht ist. Die Büroräume sind Großraumbüros, die allerdings durch Stellwandsysteme in kleine Abteilungen und Einheiten aufgeteilt sind. Hier befinden sich ca. 350 Arbeitsplätze.
Die Fassade ist eine rundum transparente Glasfassade, die durch hellgrüne Stahlelemente horizontal gegliedert wird. Als Kontrast dazu wirkt in den geschlossenen Bereichen (wie z. B. dem Theater) hellroter Klinker. Die Fassade ist auf der Seite zum Berliner Platz teilweise ornamental mit Daten und Fakten zur Stadtgeschichte beschrieben, auch eine Buche, das Wappen der Stadt gibt es hier zu entdecken. Als Reminiszenz zum Historischen Rathaus gibt es rechts vom Haupteingang einen Erker, der an den Schmuckerker des Renaissancebaus erinnert.
Seit dem 2. November 2016 steht das Gebäude unter Denkmalschutz. Im März 2020 wurde es anlässlich des 100. Geburtstags des Architekten Gottfried Böhm von der LWL-Denkmalpflege, Landschafts- und Baukultur in Westfalen als Denkmal des Monats in Westfalen-Lippe ausgezeichnet.
Nach Plänen Böhms wurden in Bocholt neben dem Rathaus u. a. auch die Kirche St. Paul samt Gemeindezentrum sowie Schatzkammer und Sakristei der Kirche St. Georg erbaut. Sein Vater, der Architekt Dominikus Böhm, entwarf die Bocholter Kirche Heilig Kreuz.

## Entstehungsgeschichte
Da das Historische Rathaus nach dem Ausbau des Verwaltungsapparates (vor allem in der Nachkriegszeit) zu wenig Platz für die gesamte Verwaltung bot, waren die Verwaltungsdienststellen der Stadt vor 1977 in verschiedenen Gebäuden der Stadt untergebracht. Ende 1972 gab daher der Rat der Stadt die Zustimmung für ein neues Verwaltungsgebäude und den gleichzeitigen Bau eines Theaters. Den Architekturwettbewerb gewann der Kölner Architekt Gottfried Böhm. Im Jahre 1977 wurde das neue Haus eingeweiht. Die Baukosten betrugen 38 Millionen DM.
Da auch das neue Rathaus den Platzbedarf der Stadtverwaltung auf Dauer nicht mehr decken konnte, wurden weitere Flächen in der Stadt, zum Beispiel im Jahr 2000 in den Shopping Arkaden angemietet.